# Slanke roodpootvezelkop
De slanke roodpootvezelkop (Inocybe exilis) is een paddenstoel uit de familie Inocybaceae. Hij vormt ectomycorrhiza met kruipwilg (Salix repens). Hij komt voor in kruipwilgstuweel.

## Kenmerken
De hoed heeft een diameter tot 40 mm en vaak donkerder, zonder opvallende kleverige velipellis. De geur is spermatisch of onbeduidend. De pleurocystidia zijn kleiner dan 40 µm breed. De sporen zijn glad.

## Verspreiding
De slanke roodpootvezelkop komt met name voor in Europa. In Nederland komt hij uiterst zeldzaam voor. Hij staat op de rode lijst in de categorie 'bedreigd'.